# Конвой № 1292
Конвой № 1292 — японський конвой часів Другої світової війни, проведення якого відбувалось у вересні — жовтні 1943 року.
Місцем призначення конвою був Рабаул — головна база в архіпелазі Бісмарка, з якої японці провадили операції на Соломонових островах та сході Нової Гвінеї. Вихідним пунктом при цьому став атол Трук (Чуук) у східній частині Каролінських островів, де ще до війни була створена потужна база ВМФ, з якої до лютого 1944 року провадились операції в низці архіпелагів.
До складу конвою увійшли гідроавіаносець «Кунікава-Мару» і транспорт «Гошу-Мару» (Goshu Maru), а ескорт забезпечував мисливець за підводними човнами CH-28.
28 вересня 1943 року судна вийшли з Труку та попрямували на південь. У цей період на комунікаціях архіпелагу Бісмарка на додаток до підводних човнів вже почала діяти авіація союзників, проте проходження конвою відбулось без інцидентів і 4 жовтня він прибув до Рабаула.